# Liste der türkischen Fußballmeister
Der türkische Meister im Fußball wird seit 1924 gekürt, wobei die ehemaligen Meisterschaften von 1924 bis 1951 von der Türkischen Fußball Föderation (TFF) nicht für die offizielle Meisterstern-Vergabe gezählt werden.

## Türkischer Meister der Männer

### Geschichte
Die erste nationale Meisterschaft war die Türkiye Futbol Şampiyonası (deutsch Türkische Fußballmeisterschaft), die von 1924 bis 1951 ausgetragen wurde. In dieser nationalen Meisterschaft traten die regionalen Meister der jeweiligen Regionalligen im K.-o.-System gegeneinander an, um den türkischen Nationalmeister auszuspielen. 1937 wurde die Millî Küme (deutsch Nationale Liga bzw. Nationale Klasse) eingeführt, die erste nationale Ligameisterschaft im türkischen Fußball. Teilnahmeberechtigt waren primär die bestplatzierten Mannschaften der drei stärksten Regionalligen: Istanbul, Izmir und Ankara; es konnten sich auch außerhalb der drei Großstädten Vereinsmannschaften qualifizieren. Von 1940 bis 1950 existierten beide Meisterschaften parallel, wodurch es in manchen Jahren zwei Landesmeister gab. 1950 wurde die Millî Küme zum letzten Mal ausgetragen, ein Jahr später wurde auch die Türkiye Futbol Şampiyonası beendet. Zwischen 1952 und 1956 gab es im türkischen Fußball keine landesweite Meisterschaft.
Vor der Einführung der Süper Lig, der aktuellen höchsten Spielklasse des türkischen Fußballs, wurde der türkische Meister im Federasyon Kupası (deutsch Verbandspokal) ausgespielt, der geschaffen wurde, um der besten türkischen Vereinsmannschaft die Teilnahme am Europapokal der Landesmeister zu ermöglichen. Anschließend wurde 1959 mit der Millî Lig (seit 2001 Süper Lig, 1963–2001 1. Lig) eine professionelle Ligameisterschaft eingeführt, die im ersten Jahr noch zweigleisig mit Play-off-Endspiel ausgetragen wurde, und bis heute besteht.

### Türkiye Futbol Şampiyonası (1924–1951)
(wird seitens von TFF nicht für die offizielle Meisterstern-Vergabe gezählt)
| Jahr | Meister                                                                 | Vizemeister                                                             | Dritter                                                                 | Mannschaften 1                                                          |
| ---- | ----------------------------------------------------------------------- | ----------------------------------------------------------------------- | ----------------------------------------------------------------------- | ----------------------------------------------------------------------- |
| 1924 | Harbiye Istanbul                                                        | Bahriye Istanbul                                                        | Turan San'atkârangücü                                                   | 15                                                                      |
| 1925 | Aufgrund finanzieller Schwierigkeiten nicht ausgetragen.                | Aufgrund finanzieller Schwierigkeiten nicht ausgetragen.                | Aufgrund finanzieller Schwierigkeiten nicht ausgetragen.                | Aufgrund finanzieller Schwierigkeiten nicht ausgetragen.                |
| 1926 | Aufgrund finanzieller Schwierigkeiten nicht ausgetragen.                | Aufgrund finanzieller Schwierigkeiten nicht ausgetragen.                | Aufgrund finanzieller Schwierigkeiten nicht ausgetragen.                | Aufgrund finanzieller Schwierigkeiten nicht ausgetragen.                |
| 1927 | Muhafızgücü Ankara                                                      | Altınordu Izmir                                                         | Balıkesir                                                               | 16                                                                      |
| 1928 | Aufgrund finanzieller Schwierigkeiten nicht ausgetragen.                | Aufgrund finanzieller Schwierigkeiten nicht ausgetragen.                | Aufgrund finanzieller Schwierigkeiten nicht ausgetragen.                | Aufgrund finanzieller Schwierigkeiten nicht ausgetragen.                |
| 1929 | Aufgrund finanzieller Schwierigkeiten nicht ausgetragen.                | Aufgrund finanzieller Schwierigkeiten nicht ausgetragen.                | Aufgrund finanzieller Schwierigkeiten nicht ausgetragen.                | Aufgrund finanzieller Schwierigkeiten nicht ausgetragen.                |
| 1930 | Aufgrund finanzieller Schwierigkeiten nicht ausgetragen.                | Aufgrund finanzieller Schwierigkeiten nicht ausgetragen.                | Aufgrund finanzieller Schwierigkeiten nicht ausgetragen.                | Aufgrund finanzieller Schwierigkeiten nicht ausgetragen.                |
| 1931 | Aufgrund finanzieller Schwierigkeiten nicht ausgetragen.                | Aufgrund finanzieller Schwierigkeiten nicht ausgetragen.                | Aufgrund finanzieller Schwierigkeiten nicht ausgetragen.                | Aufgrund finanzieller Schwierigkeiten nicht ausgetragen.                |
| 1932 | İstanbulspor                                                            | Altınordu Izmir                                                         | Eskişehir Tayyare İdman Yurdu                                           | 5                                                                       |
| 1933 | Fenerbahçe Istanbul                                                     | İzmirspor                                                               | Trabzon İdman Ocağı                                                     | 5                                                                       |
| 1934 | Beşiktaş Istanbul                                                       | Altay Izmir                                                             | Samsun İdman Yurdu                                                      | 5                                                                       |
| 1935 | Fenerbahçe Istanbul                                                     | Altınordu Izmir                                                         | Samsun SK                                                               | 5                                                                       |
| 1936 | Aufgrund der Einführung der Millî Küme nicht ausgetragen.               | Aufgrund der Einführung der Millî Küme nicht ausgetragen.               | Aufgrund der Einführung der Millî Küme nicht ausgetragen.               | Aufgrund der Einführung der Millî Küme nicht ausgetragen.               |
| 1937 | Aufgrund der Einführung der Millî Küme nicht ausgetragen.               | Aufgrund der Einführung der Millî Küme nicht ausgetragen.               | Aufgrund der Einführung der Millî Küme nicht ausgetragen.               | Aufgrund der Einführung der Millî Küme nicht ausgetragen.               |
| 1938 | Aufgrund der Einführung der Millî Küme nicht ausgetragen.               | Aufgrund der Einführung der Millî Küme nicht ausgetragen.               | Aufgrund der Einführung der Millî Küme nicht ausgetragen.               | Aufgrund der Einführung der Millî Küme nicht ausgetragen.               |
| 1939 | Aufgrund der Einführung der Millî Küme nicht ausgetragen.               | Aufgrund der Einführung der Millî Küme nicht ausgetragen.               | Aufgrund der Einführung der Millî Küme nicht ausgetragen.               | Aufgrund der Einführung der Millî Küme nicht ausgetragen.               |
| 1940 | Eskişehir Demirspor                                                     | Fenerbahçe Istanbul                                                     | –                                                                       | 2                                                                       |
| 1941 | Gençlerbirliği Ankara                                                   | Beşiktaş Istanbul                                                       | –                                                                       | 7                                                                       |
| 1942 | Harp Okulu Ankara                                                       | Göztepe Izmir                                                           | Beşiktaş Istanbul                                                       | 4                                                                       |
| 1943 | Nicht ausgetragen                                                       | Nicht ausgetragen                                                       | Nicht ausgetragen                                                       | Nicht ausgetragen                                                       |
| 1944 | Fenerbahçe Istanbul                                                     | Harp Okulu Ankara                                                       | Mersin İdman Yurdu                                                      | 4                                                                       |
| 1945 | Harp Okulu Ankara                                                       | İzmit Harp Filosu                                                       | Beşiktaş Istanbul                                                       | 4                                                                       |
| 1946 | Gençlerbirliği Ankara                                                   | Beşiktaş Istanbul                                                       | Eskişehir Demirspor                                                     | 4                                                                       |
| 1947 | Ankara Demirspor                                                        | Fenerbahçe Istanbul                                                     | Adana Demirspor                                                         | 3                                                                       |
| 1948 | Aufgrund der Olympischen Sommerspiele 1948 in London nicht ausgetragen. | Aufgrund der Olympischen Sommerspiele 1948 in London nicht ausgetragen. | Aufgrund der Olympischen Sommerspiele 1948 in London nicht ausgetragen. | Aufgrund der Olympischen Sommerspiele 1948 in London nicht ausgetragen. |
| 1949 | Ankaragücü                                                              | Galatasaray Istanbul                                                    | Eskişehir Demirspor                                                     | 4                                                                       |
| 1950 | Göztepe Izmir                                                           | Gençlerbirliği Ankara                                                   | Beşiktaş Istanbul                                                       | 4                                                                       |
| 1951 | Beşiktaş Istanbul                                                       | Altay Izmir                                                             | Adana Demirspor                                                         | 4                                                                       |

### Millî Küme (1937–1950)
(wird seitens von TFF nicht für die offizielle Meisterstern-Vergabe gezählt)
| Jahr | Meister                                                                                              | Vizemeister                                                                                          | Dritter                                                                                              | Meistertrainer                                                                                       | Mannschaften                                                                                         |
| ---- | --- | --- | --- | --- | --- |
| 1937 | Fenerbahçe Istanbul                                                                                  | Galatasaray Istanbul                                                                                 | Beşiktaş Istanbul                                                                                    | James Donnelly                                                                                       | 8 |
| 1938 | Güneş Istanbul                                                                                       | Beşiktaş Istanbul                                                                                    | Galatasaray Istanbul                                                                                 | | 8 |
| 1939 | Galatasaray Istanbul                                                                                 | Ankara Demirspor                                                                                     | AS-FA Gücü                                                                                           | Peter Tandler                                                                                        | 8 |
| 1940 | Fenerbahçe Istanbul                                                                                  | Galatasaray Istanbul                                                                                 | Muhafızgücü Ankara                                                                                   | Fikret Arıcan                                                                                        | 8 |
| 1941 | Beşiktaş Istanbul                                                                                    | Galatasaray Istanbul                                                                                 | Fenerbahçe Istanbul                                                                                  | Refik Osman Top                                                                                      | 10                                                                                                   |
| 1942 | Aufgrund der Wetterbedingungen und dem verzögerten Abschluss der regionalen Ligen nicht ausgetragen. | Aufgrund der Wetterbedingungen und dem verzögerten Abschluss der regionalen Ligen nicht ausgetragen. | Aufgrund der Wetterbedingungen und dem verzögerten Abschluss der regionalen Ligen nicht ausgetragen. | Aufgrund der Wetterbedingungen und dem verzögerten Abschluss der regionalen Ligen nicht ausgetragen. | Aufgrund der Wetterbedingungen und dem verzögerten Abschluss der regionalen Ligen nicht ausgetragen. |
| 1943 | Fenerbahçe Istanbul                                                                                  | Galatasaray Istanbul                                                                                 | Beşiktaş Istanbul                                                                                    | John Prayer                                                                                          | 8 |
| 1944 | Beşiktaş Istanbul                                                                                    | Fenerbahçe Istanbul                                                                                  | Göztepe Izmir                                                                                        | Refik Osman Top                                                                                      | 8 |
| 1945 | Fenerbahçe Istanbul                                                                                  | Beşiktaş Istanbul                                                                                    | Galatasaray Istanbul                                                                                 | Miço Dimitriyadis                                                                                    | 8 |
| 1946 | Fenerbahçe Istanbul                                                                                  | Beşiktaş Istanbul                                                                                    | Kayagücü Izmir                                                                                       | Fikret Arıcan                                                                                        | 6 |
| 1947 | Beşiktaş Istanbul                                                                                    | Fenerbahçe Istanbul                                                                                  | Galatasaray Istanbul                                                                                 | Refik Osman Top                                                                                      | 8 |
| 1948 | Aufgrund der Olympischen Sommerspiele 1948 in London nicht ausgetragen.                              | Aufgrund der Olympischen Sommerspiele 1948 in London nicht ausgetragen.                              | Aufgrund der Olympischen Sommerspiele 1948 in London nicht ausgetragen.                              | Aufgrund der Olympischen Sommerspiele 1948 in London nicht ausgetragen.                              | Aufgrund der Olympischen Sommerspiele 1948 in London nicht ausgetragen.                              |
| 1949 | Aufgrund der Mittelmeerspiele nicht ausgetragen.                                                     | Aufgrund der Mittelmeerspiele nicht ausgetragen.                                                     | Aufgrund der Mittelmeerspiele nicht ausgetragen.                                                     | Aufgrund der Mittelmeerspiele nicht ausgetragen.                                                     | Aufgrund der Mittelmeerspiele nicht ausgetragen.                                                     |
| 1950 | Fenerbahçe Istanbul                                                                                  | Galatasaray Istanbul                                                                                 | Beşiktaş Istanbul                                                                                    | Peter Molloy                                                                                         | 8 |

### Federasyon Kupası (1956–1958)
(wird seit 2002 seitens von TFF für die offizielle Meisterstern-Vergabe gezählt)
| Jahr    | Meister           | Vizemeister          | Dritter     | Meistertrainer    | Mannschaften |
| ------- | ----------------- | -------------------- | ----------- | ----------------- | ------------ |
| 1956/57 | Beşiktaş Istanbul | Galatasaray Istanbul | Altay Izmir | József Mészáros   | 30           |
| 1957/58 | Beşiktaş Istanbul | Galatasaray Istanbul | —           | Leandro Remondini | 38           |

### Süper Lig (seit 1959)
| Saison  | Meister                | Vizemeister            | Dritter                | Meistertrainer          | Mannschaften |
| ------- | ---------------------- | ---------------------- | ---------------------- | ----------------------- | ------------ |
| 1959    | Fenerbahçe Istanbul    | Galatasaray Istanbul   | —                      | Ignác Molnár            | 16           |
| 1959/60 | Beşiktaş Istanbul      | Fenerbahçe Istanbul    | Galatasaray Istanbul   | András Kuttik           | 20           |
| 1960/61 | Fenerbahçe Istanbul    | Galatasaray Istanbul   | Beşiktaş Istanbul      | László Székely          | 20           |
| 1961/62 | Galatasaray Istanbul   | Fenerbahçe Istanbul    | Beşiktaş Istanbul      | Gündüz Kılıç            | 20           |
| 1962/63 | Galatasaray Istanbul   | Beşiktaş Istanbul      | Fenerbahçe Istanbul    | Gündüz Kılıç            | 22           |
| 1963/64 | Fenerbahçe Istanbul    | Beşiktaş Istanbul      | Galatasaray Istanbul   | Miroslav Kokotović      | 18           |
| 1964/65 | Fenerbahçe Istanbul    | Beşiktaş Istanbul      | Galatasaray Istanbul   | Oscar Hold              | 16           |
| 1965/66 | Beşiktaş Istanbul      | Galatasaray Istanbul   | Gençlerbirliği Ankara  | Ljubiša Spajić          | 16           |
| 1966/67 | Beşiktaş Istanbul      | Fenerbahçe Istanbul    | Galatasaray Istanbul   | Ljubiša Spajić          | 17           |
| 1967/68 | Fenerbahçe Istanbul    | Galatasaray Istanbul   | Beşiktaş Istanbul      | Ignác Molnár            | 17           |
| 1968/69 | Galatasaray Istanbul   | Eskişehirspor          | Beşiktaş Istanbul      | Tomislav Kaloperović    | 16           |
| 1969/70 | Fenerbahçe Istanbul    | Eskişehirspor          | Altay İzmir            | Traian Ionescu          | 16           |
| 1970/71 | Galatasaray Istanbul   | Fenerbahçe Istanbul    | Göztepe Izmir          | Brian Birch             | 16           |
| 1971/72 | Galatasaray Istanbul   | Eskişehirspor          | Fenerbahçe Istanbul    | Brian Birch             | 16           |
| 1972/73 | Galatasaray Istanbul   | Fenerbahçe Istanbul    | Eskişehirspor          | Brian Birch             | 16           |
| 1973/74 | Fenerbahçe Istanbul    | Beşiktaş Istanbul      | Boluspor               | Valdir Pereira          | 16           |
| 1974/75 | Fenerbahçe Istanbul    | Galatasaray Istanbul   | Eskişehirspor          | Valdir Pereira          | 16           |
| 1975/76 | Trabzonspor            | Fenerbahçe Istanbul    | Galatasaray Istanbul   | Ahmet Suat Özyazıcı     | 16           |
| 1976/77 | Trabzonspor            | Fenerbahçe Istanbul    | Altay İzmir            | Ahmet Suat Özyazıcı     | 16           |
| 1977/78 | Fenerbahçe Istanbul    | Trabzonspor            | Galatasaray Istanbul   | Tomislav Kaloperović    | 16           |
| 1978/79 | Trabzonspor            | Galatasaray Istanbul   | Fenerbahçe Istanbul    | Özkan Sümer             | 16           |
| 1979/80 | Trabzonspor            | Fenerbahçe Istanbul    | Zonguldakspor          | Ahmet Suat Özyazıcı     | 16           |
| 1980/81 | Trabzonspor            | Adanaspor              | Galatasaray Istanbul   | Özkan Sümer             | 16           |
| 1981/82 | Beşiktaş Istanbul      | Trabzonspor            | Fenerbahçe Istanbul    | Đorđe Milić             | 17           |
| 1982/83 | Fenerbahçe Istanbul    | Trabzonspor            | Galatasaray Istanbul   | Branko Stanković        | 18           |
| 1983/84 | Trabzonspor            | Fenerbahçe Istanbul    | Galatasaray Istanbul   | Ahmet Suat Özyazıcı     | 18           |
| 1984/85 | Fenerbahçe Istanbul    | Beşiktaş Istanbul      | Trabzonspor            | Todor Veselinović       | 18           |
| 1985/86 | Beşiktaş Istanbul      | Galatasaray Istanbul   | Samsunspor             | Branko Stanković        | 19           |
| 1986/87 | Galatasaray Istanbul   | Beşiktaş Istanbul      | Samsunspor             | Jupp Derwall            | 19           |
| 1987/88 | Galatasaray Istanbul   | Beşiktaş Istanbul      | Malatyaspor            | Mustafa Denizli         | 20           |
| 1988/89 | Fenerbahçe Istanbul    | Beşiktaş Istanbul      | Galatasaray Istanbul   | Todor Veselinović       | 19           |
| 1989/90 | Beşiktaş Istanbul      | Fenerbahçe Istanbul    | Trabzonspor            | Gordon Milne            | 18           |
| 1990/91 | Beşiktaş Istanbul      | Galatasaray Istanbul   | Trabzonspor            | Gordon Milne            | 16           |
| 1991/92 | Beşiktaş Istanbul      | Fenerbahçe Istanbul    | Galatasaray Istanbul   | Gordon Milne            | 16           |
| 1992/93 | Galatasaray Istanbul   | Beşiktaş Istanbul      | Trabzonspor            | Karl-Heinz Feldkamp     | 16           |
| 1993/94 | Galatasaray Istanbul   | Fenerbahçe Istanbul    | Trabzonspor            | Reiner Hollmann         | 16           |
| 1994/95 | Beşiktaş Istanbul      | Trabzonspor            | Galatasaray Istanbul   | Christoph Daum          | 18           |
| 1995/96 | Fenerbahçe Istanbul    | Trabzonspor            | Beşiktaş Istanbul      | Carlos Alberto Parreira | 18           |
| 1996/97 | Galatasaray Istanbul   | Beşiktaş Istanbul      | Fenerbahçe Istanbul    | Fatih Terim             | 18           |
| 1997/98 | Galatasaray Istanbul   | Fenerbahçe Istanbul    | Trabzonspor            | Fatih Terim             | 18           |
| 1998/99 | Galatasaray Istanbul   | Beşiktaş Istanbul      | Fenerbahçe Istanbul    | Fatih Terim             | 18           |
| 1999/00 | Galatasaray Istanbul   | Beşiktaş Istanbul      | Gaziantepspor          | Fatih Terim             | 18           |
| 2000/01 | Fenerbahçe Istanbul    | Galatasaray Istanbul   | Gaziantepspor          | Mustafa Denizli         | 18           |
| 2001/02 | Galatasaray Istanbul   | Fenerbahçe Istanbul    | Beşiktaş Istanbul      | Mircea Lucescu          | 18           |
| 2002/03 | Beşiktaş Istanbul      | Galatasaray Istanbul   | Gençlerbirliği Ankara  | Mircea Lucescu          | 18           |
| 2003/04 | Fenerbahçe Istanbul    | Trabzonspor            | Beşiktaş Istanbul      | Christoph Daum          | 18           |
| 2004/05 | Fenerbahçe Istanbul    | Trabzonspor            | Galatasaray Istanbul   | Christoph Daum          | 18           |
| 2005/06 | Galatasaray Istanbul   | Fenerbahçe Istanbul    | Beşiktaş Istanbul      | Eric Gerets             | 18           |
| 2006/07 | Fenerbahçe Istanbul    | Beşiktaş Istanbul      | Galatasaray Istanbul   | Zico                    | 18           |
| 2007/08 | Galatasaray Istanbul   | Fenerbahçe Istanbul    | Beşiktaş Istanbul      | Cevat Güler             | 18           |
| 2008/09 | Beşiktaş Istanbul      | Sivasspor              | Trabzonspor            | Mustafa Denizli         | 18           |
| 2009/10 | Bursaspor              | Fenerbahçe Istanbul    | Galatasaray Istanbul   | Ertuğrul Sağlam         | 18           |
| 2010/11 | Fenerbahçe Istanbul    | Trabzonspor            | Bursaspor              | Aykut Kocaman           | 18           |
| 2011/12 | Galatasaray Istanbul   | Fenerbahçe Istanbul    | Trabzonspor            | Fatih Terim             | 18           |
| 2012/13 | Galatasaray Istanbul   | Fenerbahçe Istanbul    | Beşiktaş Istanbul      | Fatih Terim             | 18           |
| 2013/14 | Fenerbahçe Istanbul    | Galatasaray Istanbul   | Beşiktaş Istanbul      | Ersun Yanal             | 18           |
| 2014/15 | Galatasaray Istanbul   | Fenerbahçe Istanbul    | Beşiktaş Istanbul      | Hamza Hamzaoğlu         | 18           |
| 2015/16 | Beşiktaş Istanbul      | Fenerbahçe Istanbul    | Konyaspor              | Şenol Güneş             | 18           |
| 2016/17 | Beşiktaş Istanbul      | Istanbul Başakşehir FK | Fenerbahçe Istanbul    | Şenol Güneş             | 18           |
| 2017/18 | Galatasaray Istanbul   | Fenerbahçe Istanbul    | Istanbul Başakşehir FK | Fatih Terim             | 18           |
| 2018/19 | Galatasaray Istanbul   | Istanbul Başakşehir FK | Beşiktaş Istanbul      | Fatih Terim             | 18           |
| 2019/20 | Istanbul Başakşehir FK | Trabzonspor            | Beşiktaş Istanbul      | Okan Buruk              | 18           |
| 2020/21 | Beşiktaş Istanbul      | Galatasaray Istanbul   | Fenerbahçe Istanbul    | Sergen Yalçın           | 21           |
| 2021/22 | Trabzonspor            | Fenerbahçe Istanbul    | Konyaspor              | Abdullah Avcı           | 20           |
| 2022/23 | Galatasaray Istanbul   | Fenerbahçe Istanbul    | Beşiktaş Istanbul      | Okan Buruk              | 19           |
| 2023/24 | Galatasaray Istanbul   | Fenerbahçe Istanbul    | Trabzonspor            | Okan Buruk              | 20           |
| 2024/25 | Galatasaray Istanbul   | Fenerbahçe Istanbul    | Samsunspor             | Okan Buruk              | 19           |

Meisterpokale
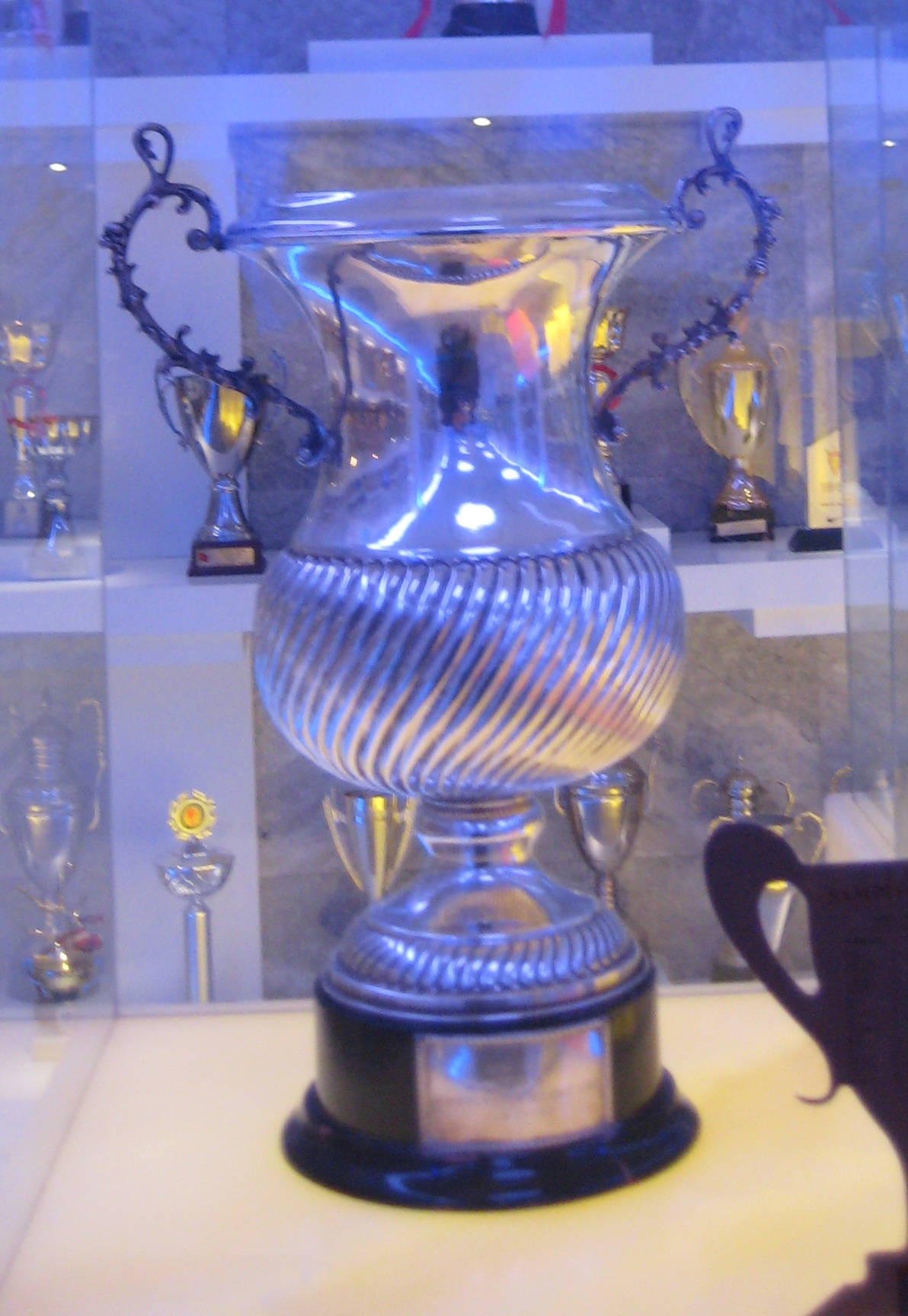
1984: Trabzonspor-Museum
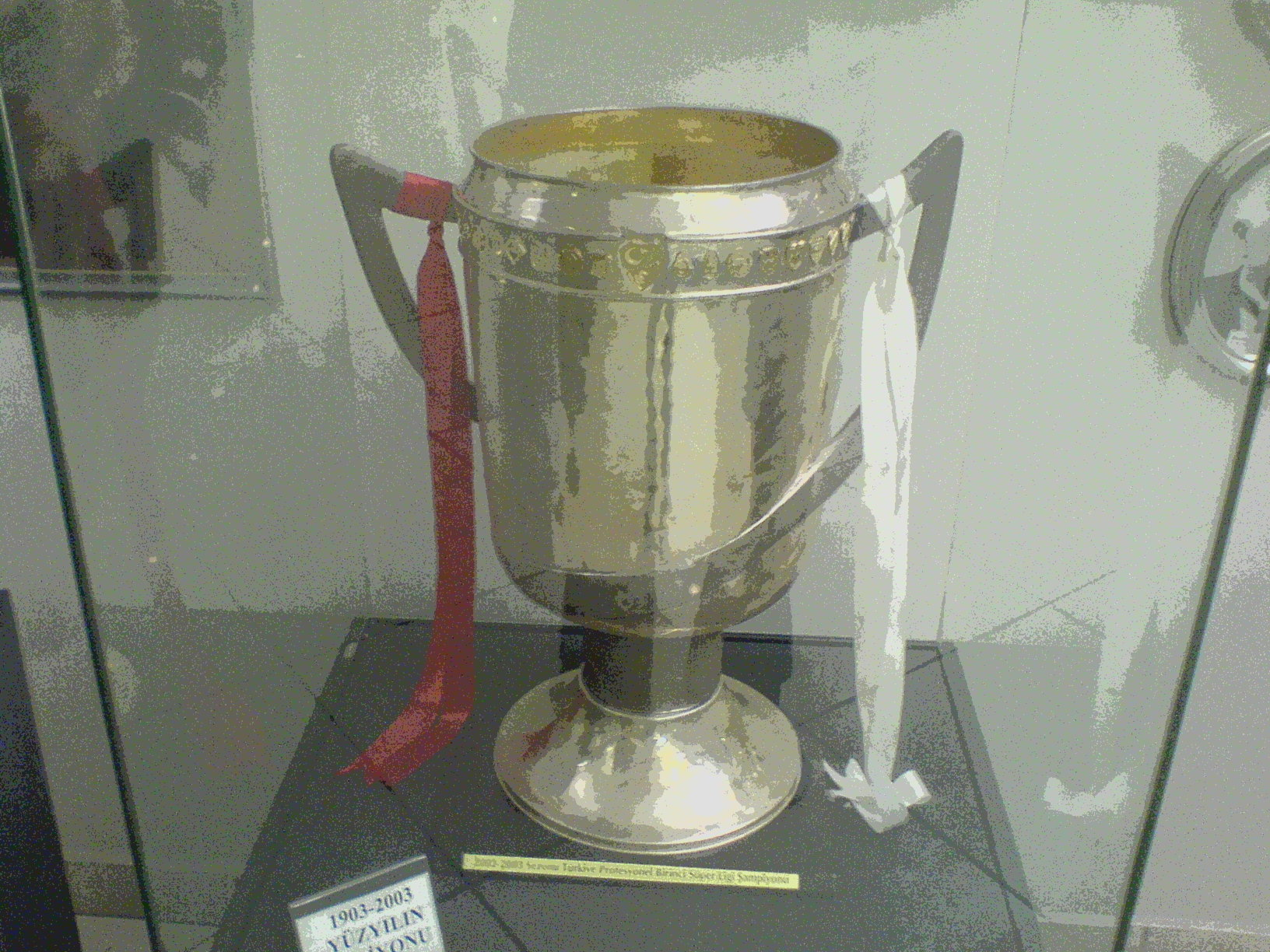
2003: Beşiktaş-Museum
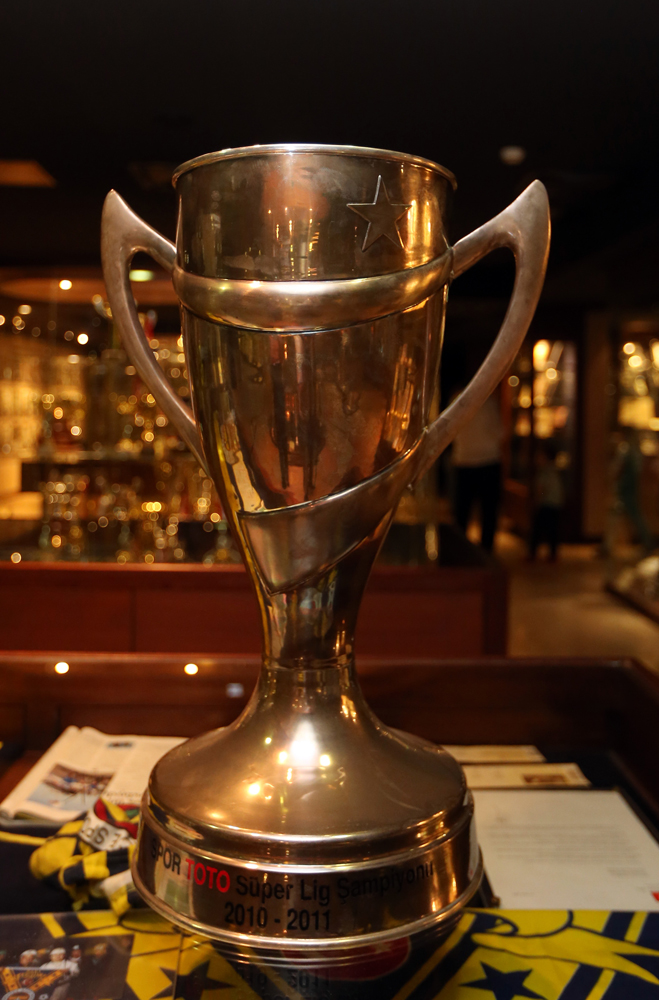
2011: Fenerbahçe-Museum
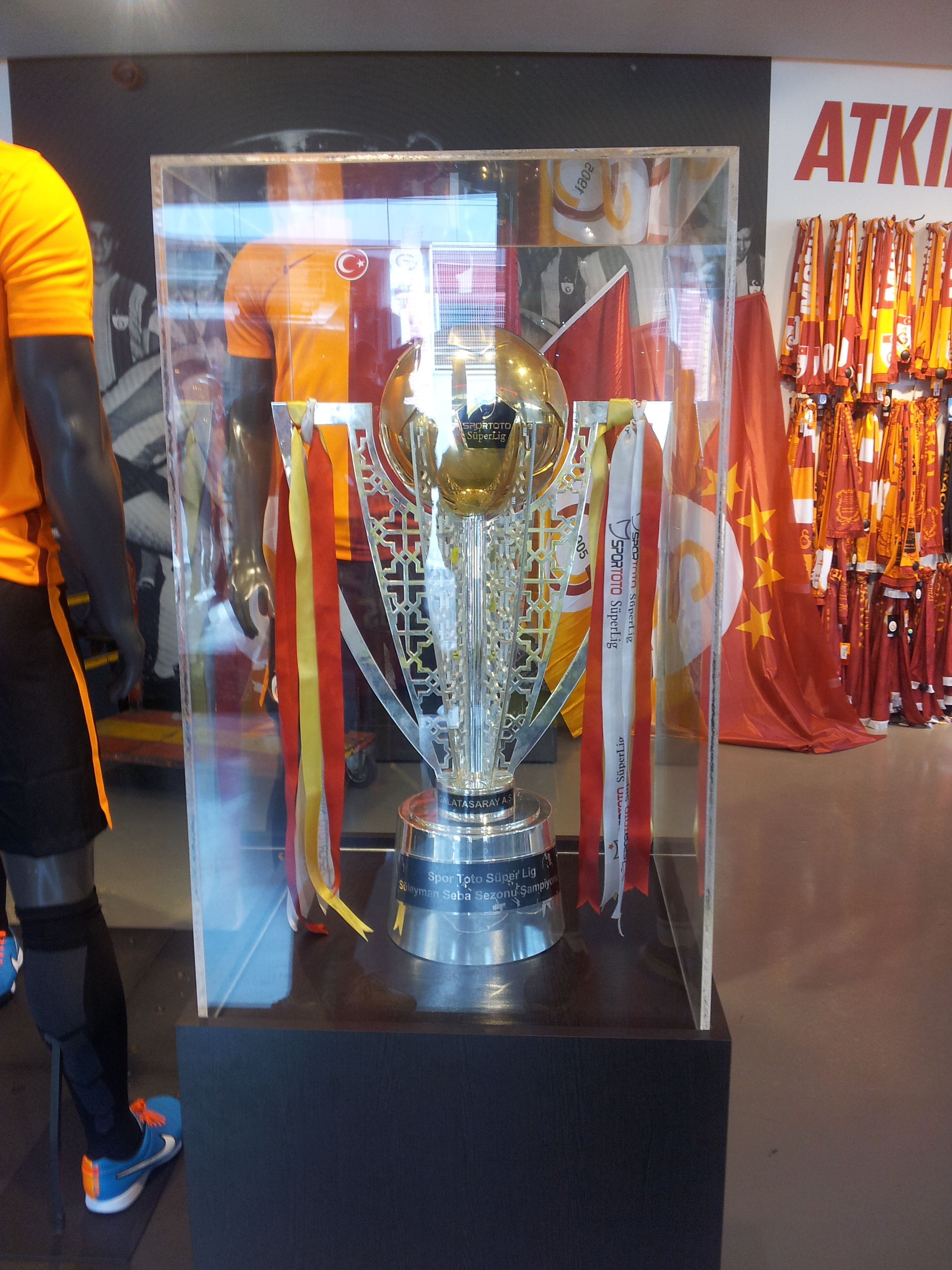
2015: Galatasaray-Museum

### Ranglisten

#### Gesamtrangliste
Die Sortierung folgt primär nach Anzahl der Gesamtmeisterschaften, sekundär nach Anzahl der Vizemeistertitel und tertiär nach der zeitlichen errungenen ersten Meisterschaft.
| Rang                      | Verein                               | Anzahl der Meisterschaften bestehend aus … | Anzahl der Meisterschaften bestehend aus … | Anzahl der Meisterschaften bestehend aus … | Anzahl der Meisterschaften bestehend aus … | Gesamt- meistertitel 1 | Vizemeister- titel | Meisterstern(e) 2 |
| Rang                      | Verein                               | Türk. Futbol Şamp.                         | Millî Küme                                 | Feder. Kupa.                               | Süper Lig                                  | Gesamt- meistertitel 1 | Vizemeister- titel | Meisterstern(e) 2 |
| ------------------------- | ------------------------------------ | ------------------------------------------ | ------------------------------------------ | ------------------------------------------ | ------------------------------------------ | ---------------------- | ------------------ | ----------------- |
| 01.                       | Fenerbahçe Istanbul                  | 3 (Rekord)                                 | 6 (Rekord)                                 | 0                                          | 19                                         | 28 (Rekord)            | 30 (Rekord)        | 3                 |
| 02.                       | Galatasaray Istanbul                 | 0                                          | 1                                          | 0                                          | 25 (Rekord)                                | 26                     | 19                 | 5 (Rekord)        |
| 03.                       | Beşiktaş Istanbul                    | 2                                          | 3                                          | 2 (Rekord)                                 | 14                                         | 21                     | 19                 | 3                 |
| 04.                       | Trabzonspor                          | 0                                          | 0                                          | 0                                          | 7                                          | 7                      | 9                  | 1                 |
| 05.                       | Harbiye Istanbul / Harp Okulu Ankara | 3 (Rekord)                                 | 0                                          | 0                                          | 1                                          | 3                      | 0                  |                   |
| 06.                       | Gençlerbirliği Ankara                | 2                                          | 0                                          | 0                                          | 0                                          | 2                      | 1                  |                   |
| 07.                       | Başakşehir FK                        | 0                                          | 0                                          | 0                                          | 1                                          | 1                      | 2                  | 0                 |
| 08.                       | Ankara Demirspor                     | 1                                          | 0                                          | 0                                          | 0                                          | 1                      | 1                  |                   |
| 08.                       | Göztepe Izmir                        | 1                                          | 0                                          | 0                                          | 0                                          | 1                      | 1                  |                   |
| 10.                       | Muhafızgücü Ankara                   | 1                                          | 0                                          | 0                                          | 0                                          | 1                      | 0                  |                   |
| 10.                       | İstanbulspor                         | 1                                          | 0                                          | 0                                          | 0                                          | 1                      | 0                  |                   |
| 10.                       | Güneş SK                             | 0                                          | 1                                          | 0                                          | 0                                          | 1                      | 0                  |                   |
| 10.                       | Eskişehir Demirspor                  | 1                                          | 0                                          | 0                                          | 0                                          | 1                      | 0                  |                   |
| 10.                       | MKE Ankaragücü                       | 1                                          | 0                                          | 0                                          | 0                                          | 1                      | 0                  |                   |
| 10.                       | Bursaspor                            | 0                                          | 0                                          | 0                                          | 1                                          | 1                      | 0                  | 0                 |
| Stand: Saisonende 2024/25 |                                      |                                            |                                            |                                            |                                            |                        |                    |                   |

#### Ergebnisse (seit 1957)

##### Meister
| Verein                 | Meisterschaften | Jahre |
| ---------------------- | --------------- | --- |
| Galatasaray Istanbul   | 25              | 1962, 1963, 1968, 1971, 1972, 1973, 1987, 1988, 1993, 1994, 1997, 1998, 1999, 2000, 2002, 2006, 2008, 2012, 2013, 2015, 2018, 2019, 2023, 2024, 2025 |
| Fenerbahçe Istanbul    | 19              | 1959, 1961, 1964, 1965, 1969, 1970, 1974, 1975, 1978, 1983, 1985, 1989, 1996, 2001, 2004, 2005, 2007, 2011, 2014                                     |
| Beşiktaş Istanbul      | 16              | 1957*, 1958*, 1960, 1966, 1967, 1982, 1986, 1990, 1991, 1992, 1995, 2003, 2009, 2016, 2017, 2021                                                     |
| Trabzonspor            | 7               | 1976, 1977, 1979, 1980, 1981, 1984, 2022 |
| Bursaspor              | 1               | 2010 |
| Istanbul Başakşehir FK | 1               | 2020 |

##### Vizemeister
| Verein                 | Vizemeister | Jahre |
| ---------------------- | ----------- | --- |
| Fenerbahçe Istanbul    | 26          | 1960, 1962, 1967, 1971, 1973, 1976, 1977, 1980, 1984, 1990, 1992, 1994, 1998, 2002, 2006, 2008, 2010, 2012, 2013, 2015, 2016, 2018, 2022, 2023, 2024, 2025 |
| Beşiktaş Istanbul      | 14          | 1963, 1964, 1965, 1968, 1974, 1985, 1987, 1988, 1989, 1993, 1997, 1999, 2000, 2007                                                                         |
| Galatasaray Istanbul   | 11          | 1959, 1961, 1966, 1975, 1979, 1986, 1991, 2001, 2003, 2014, 2021                                                                                           |
| Trabzonspor            | 9           | 1978, 1982, 1983, 1995, 1996, 2004, 2005, 2011, 2020 |
| Eskişehirspor          | 3           | 1969, 1970, 1972 |
| Istanbul Başakşehir FK | 2           | 2017, 2019 |
| Adanaspor              | 1           | 1981 |
| Sivasspor              | 1           | 2009 |

##### Rekordmeister der Süper Lig
| Zeitraum  | Verein                                       | Anzahl Titel |
| --------- | -------------------------------------------- | ------------ |
| 1961–1963 | Fenerbahçe Istanbul                          | 2            |
| 1963–1964 | Fenerbahçe Istanbul und Galatasaray Istanbul | 2            |
| 1964–1973 | Fenerbahçe Istanbul                          | 3–6          |
| 1973–1974 | Fenerbahçe Istanbul und Galatasaray Istanbul | 6            |
| 1974–1999 | Fenerbahçe Istanbul                          | 7–13         |
| 1999–2000 | Fenerbahçe Istanbul und Galatasaray Istanbul | 13           |
| 2000–2001 | Galatasaray Istanbul                         | 14           |
| 2001–2002 | Fenerbahçe Istanbul und Galatasaray Istanbul | 14           |
| 2002–2004 | Galatasaray Istanbul                         | 15           |
| 2004–2005 | Fenerbahçe Istanbul und Galatasaray Istanbul | 15           |
| 2005–2006 | Fenerbahçe Istanbul                          | 16           |
| 2006–2007 | Fenerbahçe Istanbul und Galatasaray Istanbul | 16           |
| 2007–2008 | Fenerbahçe Istanbul                          | 17           |
| 2008–2011 | Fenerbahçe Istanbul und Galatasaray Istanbul | 17           |
| 2011–2012 | Fenerbahçe Istanbul                          | 18           |
| 2012–2013 | Fenerbahçe Istanbul und Galatasaray Istanbul | 18           |
| 2013–2014 | Galatasaray Istanbul                         | 19           |
| 2014–2015 | Fenerbahçe Istanbul und Galatasaray Istanbul | 19           |
| 2015–     | Galatasaray Istanbul                         | 25           |

## Türkischer Meister der Frauen
- 1993/94: Dinarsu Istanbul
- 1994/95: Dinarsu Istanbul
- 1995/96: Dinarsu Istanbul
- 1996/97: Dinarsu Istanbul
- 1997/98: Zara Ekinlispor Istanbul
- 1998/99: Zara Ekinlispor Istanbul
- 1999/00: Delta Mobilya Istanbul
- 2000/01: Kuzeyspor Istanbul
- 2001/02: Samsungücü
- 2002/03: Samsungücü
- 2006/07: Gazi Üniversitesi Ankara
- 2007/08: Gazi Üniversitesi Ankara
- 2008/09: Trabzonspor
- 2009/10: Gazi Üniversitesi Ankara
- 2010/11: Ataşehir Belediyespor
- 2011/12: Ataşehir Belediyespor
- 2012/13: Konak Belediyespor
- 2013/14: Konak Belediyespor
- 2014/15: Konak Belediyespor
- 2015/16: Konak Belediyespor
- 2016/17: Konak Belediyespor
- 2017/18: Ataşehir Belediyespor
- 2018/19: Beşiktaş Istanbul
- 2019/20: aufgrund COVID-19-Pandemie ausgesetzt
- 2020/21: Beşiktaş Istanbul
- 2021/22: ALG Spor Kulübü
- 2022/23: ABB Fomget SK
- 2023/24: Galatasaray Istanbul

Stand: Saisonende 2023/24